# Alpen-Blasenfarn
Der Alpen-Blasenfarn (Cystopteris alpina) ist ein in Mitteleuropa zerstreut in den Alpen vorkommender Vertreter der Wimperfarngewächse (Woodsiaceae). Nach Euro+Med ist er als eine Unterart Cystopteris fragilis subsp. alpina (Lam.) Hartm. von Cystopteris fragilis anzusehen.

## Merkmale
Der Alpen-Blasenfarn erreicht Wuchshöhen von 5 bis 20, selten 40 cm. Er besitzt ein kurzes Rhizom. Die Wedel stehen deshalb rosettig. Sie sind 10 bis 40 cm lang, zart, durchscheinend und meistens doppelt gefiedert. Die Blattspreite hat einen länglich-lanzettlichen Umriss und ist meist länger als der Blattstiel. Das unterste Fiederpaar ist kürzer als die folgenden. Die Fiederchen haben einen keilförmigen Grund und sind schmal-länglich. Die Spitze ist ausgerandet bis eingeschnitten. Die letzten Adernäste laufen in die Fiederbuchten. Die Sporen reifen im Juli und August und sind regelmäßig stachelig. 
Im Habitus ähnelt die Art dem Zerschlitzten Streifenfarn (Asplenium fissum).
Die Chromosomenzahl ist 6n = 252, die Art ist also hexaploid.

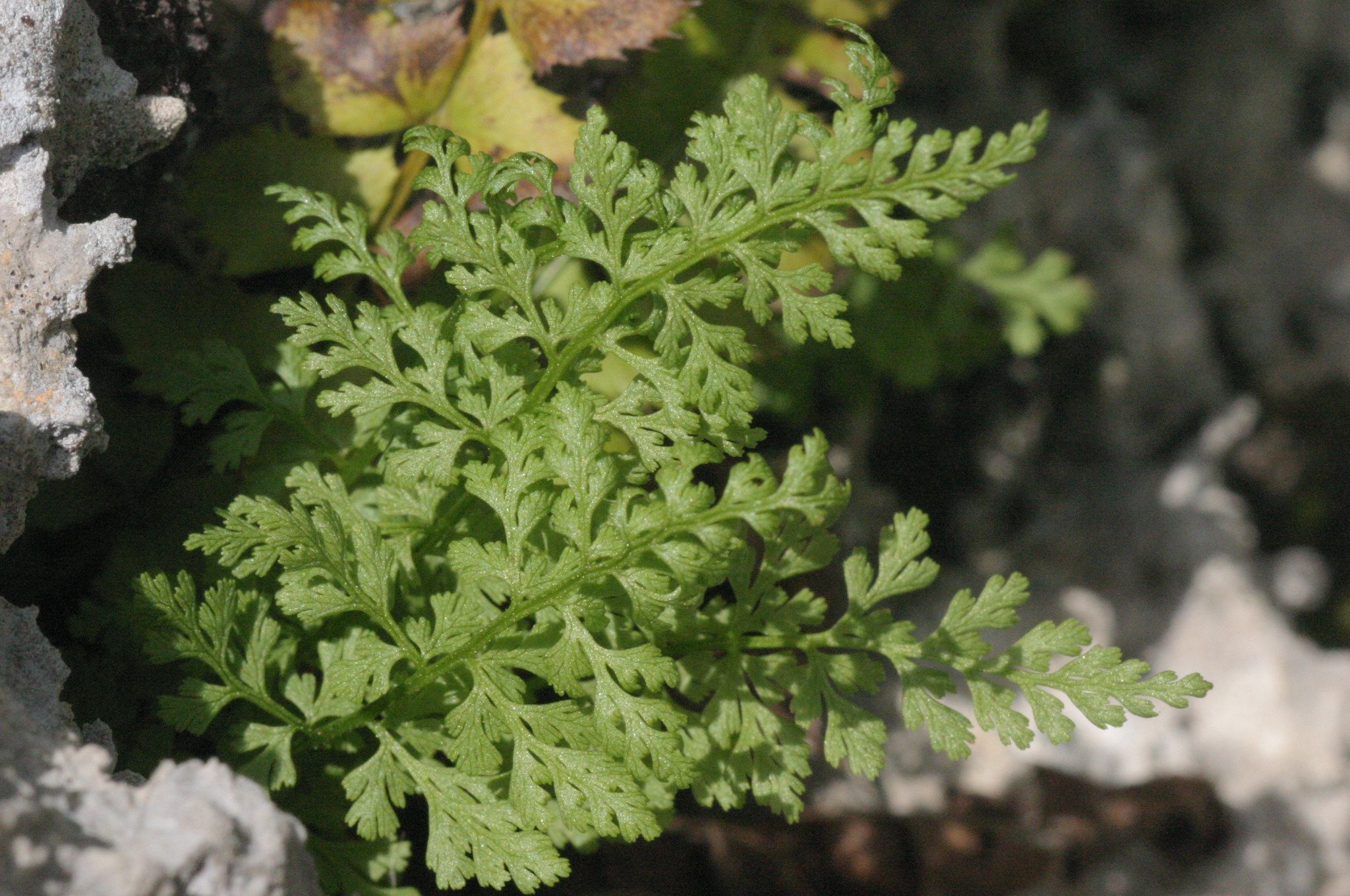
Alpen-Blasenfarn

## Verbreitung
Der Alpen-Blasenfarn hat sein Hauptverbreitungsgebiet in den Alpen, kommt aber etwa auch im Bayerischen Wald vor. In Österreich fehlt er nur in Wien und dem Burgenland. In Deutschland kommt er nur in Bayern vor. Er wächst in feuchten Felsspalten und auf Geröll. Er ist kalkliebend und kommt in der subalpinen bis alpinen Höhenstufe vor und steigt bis 2400 m. In den Allgäuer Alpen steigt er von 1300 Metern an der Point-Alpe im Bärgündele in Bayern bis zu 2400 Metern Meereshöhe am Widderstein in Vorarlberg auf.
Er ist eine Assoziationscharakterart des Heliospermo-Cystopteridetum alpinae aus dem Verband Cystopteridion fragilis und kommt auch in Gesellschaften des Verbands Thlaspeion rotundifolii vor.

## Belege
- Siegmund Seybold (Hrsg.): Schmeil-Fitschen interaktiv (CD-Rom), Quelle & Meyer, Wiebelsheim 2001/2002, ISBN 3-494-01327-6
- Manfred A. Fischer, Karl Oswald, Wolfgang Adler: Exkursionsflora für Österreich, Liechtenstein und Südtirol. 3., verbesserte Auflage. Land Oberösterreich, Biologiezentrum der Oberösterreichischen Landesmuseen, Linz 2008, ISBN 978-3-85474-187-9.